# Furcodontichthys novaesi
Furcodontichthys novaesi är en fiskart som beskrevs av Rapp Py-daniel, 1981. Furcodontichthys novaesi ingår i släktet Furcodontichthys och familjen Loricariidae. Inga underarter finns listade i Catalogue of Life.